# Валкког
Валкког (нід. Valkkoog) — село в нідерландській провінції Північна Голландія. Входить до муніципалітету Схаген.
Його площа становить 1,63 км², а населення станом на 2021 рік складало 130 осіб.
Перша згадка про населений пункт датується 1318 роком.

## Галерея

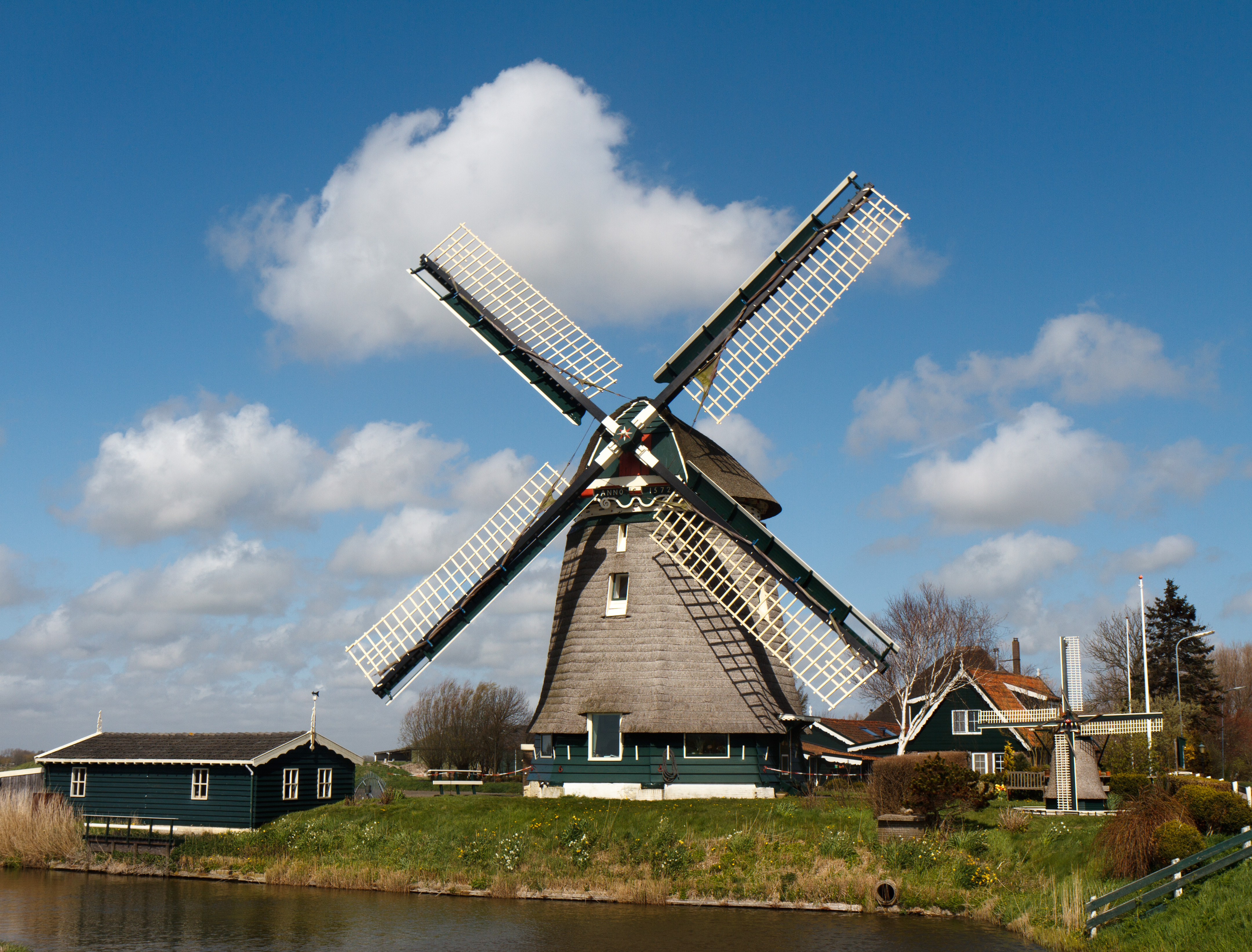
Вітряк De Groenvelder
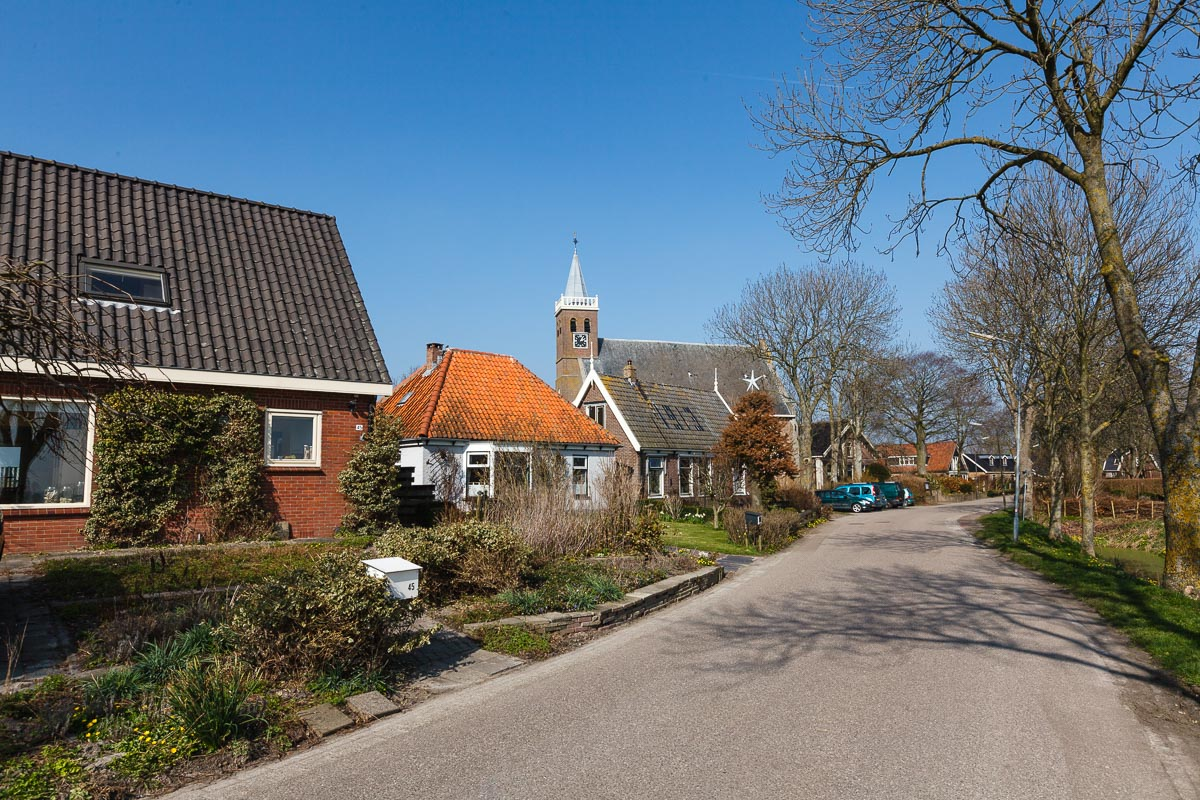
Сільська вулиця